# Gery Verbruggen
Gery Verbruggen (19 mei 1966) is een Belgisch bowler.

## Levensloop
Verbruggen werd in 1999 te Abu Dhabi wereldkampioen in de klasse 'singles' en tweede in de 'masters' van het 10-pin-bowlen. Tevens vestigde hij er een nieuw wereldrecord met 3527 kegels. Daarnaast behaalde hij in 1997 goud en in 2005 zilver op de Wereldspelen en won hij viermaal de Europese bowling tour. Ook werd hij driemaal derde in de wereldbeker.
Omstreeks 2001 voerde hij de Europese ranglijst aan en stond hij zesde op de wereldranglijst. Dat jaar won hij onder meer de Grote Prijs van Zurich.

## Palmares[8]
- 1990:  Europese Beker teams
- 1991:  Wereldbeker
- 1993:  EK 5/teams
- 1997:  Wereldbeker
- 1997:  Wereldspelen singles
- 1997:  EK all events
- 1999:  WK 10-pin-bowling singles
- 1999:  WK 10-pin-bowling masters
- 2000:  Europese Bowling Tour
- 2001:  Europese Bowling Tour
- 2001:  EK masters
- 2001:  Grote Prijs van Zurich
- 2002:  Europese Bowling Tour
- 2003:  Europese Bowling Tour
- 2004:  Europese Beker teams
- 2004:  Wereldbeker teams
- 2005:  Wereldbeker
- 2005:  Wereldspelen